# MBDB
L'MBDB (chiamato anche 1,3-benzodiossolil-N-metilbutanamina, N-metil-1,3-benzodiossolilbutanamina o 3,4-metilendiossi-N-metil-α-etilfeniletilammina) è una sostanza entactogena della classe chimica della fenetilammina. È conosciuto anche coi nomi  gergali di Eden e Methyl-J.

## Legalità

### Svezia
Il ministero della salute ha classificato MBDB come "rischio per la salute" ai sensi della legge Lagen om förbud mot vissa hälsofarliga varor (tradotto legge sul divieto di alcuni beni pericolosi per la salute) a partire dal 25 febbraio 1999, rendendo illegale vendere o possedere tale sostanza.